# Schönbrunn (Schleusegrund)
Schönbrunn ist ein Ortsteil der Gemeinde Schleusegrund im Landkreis Hildburghausen in Thüringen.

## Lage
Schönbrunn liegt in einem langen Tal des Thüringer Waldes, dem Schleusegrund. In das Tal kommt man auf Wanderwegen und Pfaden und die Zufahrt erfolgt über die Landesstraße 1137 ab Waldau. Das Gewässer Schleuse fließt durch Schönbrunn.

## Geschichte

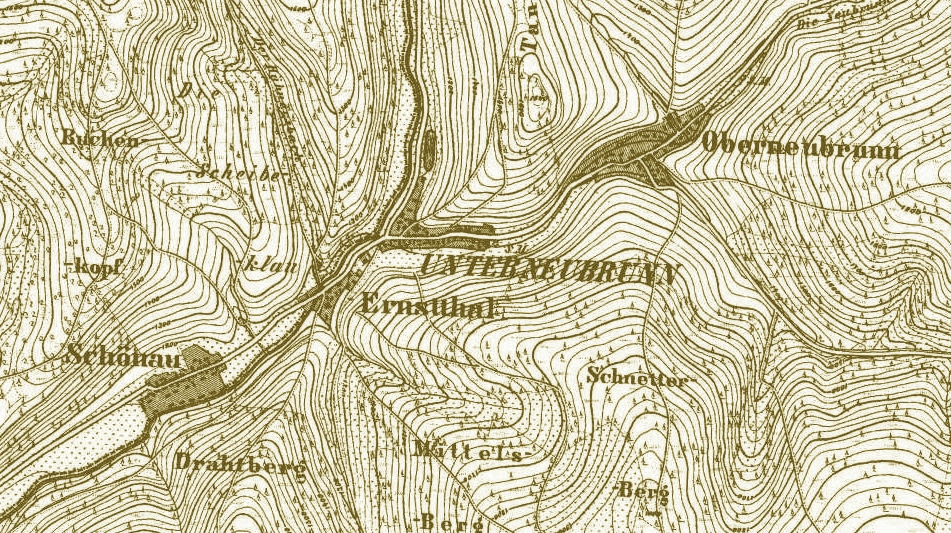
Übersichtskarte 1 zu den nördlichen Ortsteilen von Schleusegrund

Schönbrunn wurde 1950 durch die Zusammenlegung der Dörfer Schönau, Unterneubrunn mit dem damaligen Ortsteil Ernstthal, Oberneubrunn und Gabel gegründet. Anfang der 1970er Jahre wurde im Gemeindegebiet die Talsperre Schönbrunn errichtet, welche den Ortsteil Gabel größtenteils flutete. 1994 wurde Schönbrunn Ortsteil der neu gegründeten Gemeinde Schleusegrund.

## Wirtschaft
Schönbrunn ist einer der Produktionsstandorte von Fuchs Gewürze. Das erste Gewürzwerk wurde im Jahre 1873 von Marie Schmidt gegründet. Zu DDR-Zeiten wurde die Gewürzmühle als Konsumwerk weitergeführt. An diesem Standort werden heute etwa 800 Mitarbeiter beschäftigt.

## Sehenswürdigkeiten und Museen
- St. Jakobus (Schönbrunn)
- Gewürzmuseum